# Romanus von Nepi
Romanus († angeblich im 1. Jahrhundert in Nepi) war der Legende nach ein früher christlicher Märtyrer.
Romanus soll ein Philosoph gewesen und von Ptolemäus von Nepi, dem legendären, angeblich von Petrus eingesetzten, ersten Bischof der Stadt zum Christentum bekehrt worden sein. Er habe dann in Nepi selbst als Bischof amtiert und habe, wie Ptolemäus, unter Nero den Märtyrertod erlitten. Seine historische Existenz ist fraglich. Romanus wird als Heiliger verehrt; sein Gedenktag wird gemeinsam mit Ptolemäus am 24. August begangen.